# Glass Spider Tour
Glass Spider Tour — концертный тур британского рок-музыканта Дэвида Боуи, организованный в поддержку альбома Never Let Me Down. Тур получил название в честь одноимённой песни из этого альбома, так же был озаглавлен концертный фильм, выпущенный по итогам гастролей (на VHS в 1988 году и на DVD — в 2007). Гастроли стартовали в мае 1987 года концертом на стадионе Фейеноорд (Роттердам), продолжившись выступлениями в Европе, Северной Америке и Океании, финальное шоу состоялось в Western Springs Stadium (Окленд, Новая Зеландия). В общей сложности Боуи посетил девять стран Европы и Северной Америки, в том числе впервые побывав в Австрии, Италии, Испании, Ирландии и Уэльсе. Музыкант также собирался отыграть концерты в Советском Союзе и Южной Америке, однако, в итоге от этой идеи отказались. На тот момент это было самое продолжительное и дорогое турне Боуи: тщательно продуманные сценические декорации были названы «самыми масштабными гастрольным реквизитом в истории». Перед турне был проведён двухнедельный пресс-тур с целью повышения общественного интереса к мероприятию.
Боуи задумал турне как театральное представление — добавив некоторым песням устное вступление, а также используя скетчи и визуальные эффекты, включая проецируемые видео, театральное освещение и сценический реквизит. Помимо стандартной аккомпанирующей группы, Боуи привлёк дополнительного гитариста Питера Фрэмптона и труппу из пяти танцоров (за хореографию отвечала его давняя знакомая Тони Бэзил). Шоу, озаглавленное «Рок-звёзды против реальности», было разделено на два акта, а также дополнялось выходом «на бис». Концертная программа менялась по ходу турне, так как музыкант постепенно отказался от части нового материала в пользу своего более старого, проверенного репертуара.
В целом тур был раскритикован современниками, рецензенты сочли его напыщенным и претенциозным. Несмотря на это в 1991 году Боуи отметил, что он заложил основу для театрализованных концертов артистов следующих поколений, а дизайн декораций и интеграция музыки и театрального искусства в шоу стали источником вдохновения для сценических постановок других известных поп-исполнителей. Начиная с конца 2000-х турне начали хвалить за оказанное им влияние, а в 2010 году сценический дизайн гастролей был назван одним из лучших в истории.
Турне было коммерчески успешным (по прогнозам его посетили, в общей сложности, около шести миллионов зрителей по всему миру), однако низкие оценки как самих гастролей, так и продвигаемого ими альбома, подтолкнули Боуи не только отказаться от сложных сценических постановок в будущем, но и пересмотреть собственные взгляды на создание музыки.

## Предыстория
В течение четырёх лет, предшествовавших выходу альбома Never Let Me Down, Боуи активно занимался различными музыкальными проектами, включая запись совместных песен с группой Пэта Метени («This Is Not America») и Миком Джаггером («Dancing in the Street»). Параллельно продолжая сниматься в кино и сочинять саундтреки для фильмов со своим участием, таких как «Абсолютные новички» (1985) и «Лабиринт» (1986).
В 1985 году, после успешного выступления на Live Aid и одном из концертов Тины Тёрнер (в дуэте с певицей) в рамках её турне Private Dancer Tour, Боуи поучаствовал в работе над альбомом Blah Blah Blah своего друга Игги Попа, спродюсировав запись и выступив соавтором нескольких песен. Затем он написал заглавную тему к анимационному фильму «Когда дует ветер» (1986) вместе с турецким музыкантом Эрдалом Кызылчаем. Боуи не устраивал гастролей в поддержку своего предыдущего диска Tonight (1984), таким образом Glass Spider Tour должен был стать его первым концертным туром за четыре года.

## Подготовка
«Я ел, спал и шесть месяцев не думал ни о чём, кроме этого шоу».

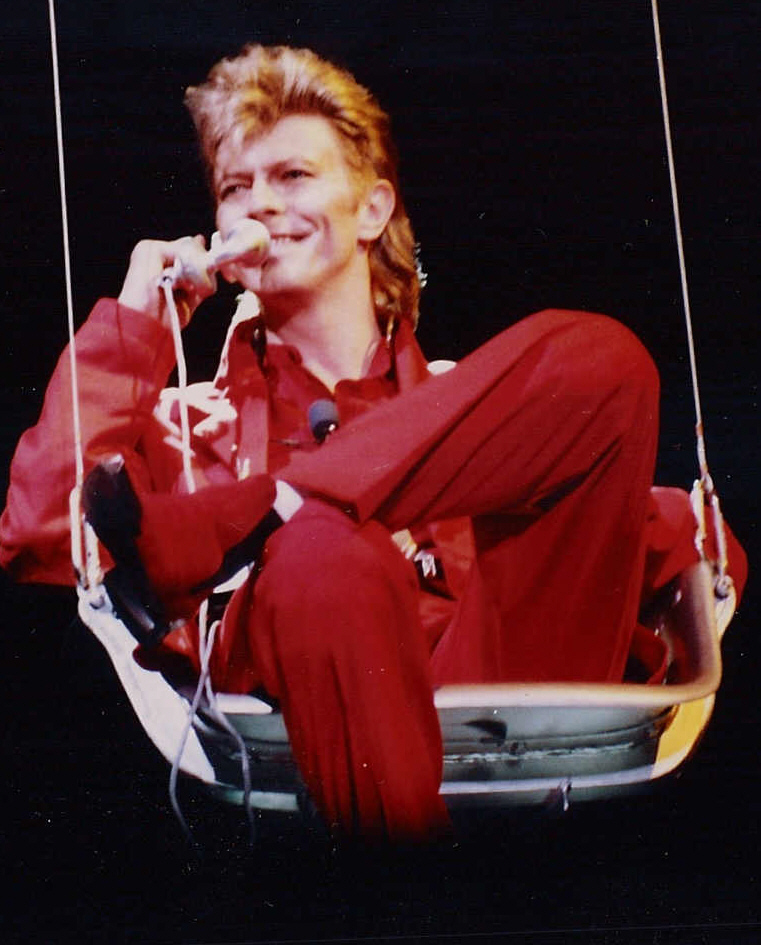
Дэвида Боуи спускают с потолка под вступительную песню «Glass Spider» (фестиваль Rock am Ring, 1987 год)

Подготовка к турне началась ещё в 1986 году, когда Боуи предупредил свою группу, чтобы она «готовилась [к работе] в следующем году». Первоначально музыкант молчал о своих планах относительно предстоящих гастролей, лишь отмечая в интервью: «В этом году я собираюсь выступить на сцене, чему невероятно рад. Потому что я снова готов пойти на риск». Когда его спросили, расскажет ли он подробнее о своих планах, он ответил: «Нет! [Смеётся.] Появляется слишком много других групп. Я просто буду делать то, что делал всегда, а именно поддерживать интерес к происходящему».
Объявив о предстоящих гастролях в течение двух недель Боуи рекламировал их посредством пресс-тура охватившего девять стран, включая Канаду, США и семь государств Европы. Как правило, эти мероприятия проводились в небольших залах вместимостью около 300 человек, на некоторые из них пускали местных фанатов. Артист воспользовался возможностью, чтобы рассказать прессе о своём новом альбоме и туре, а разные даты мероприятий позволили корректировать информацию. На лондонской пресс-конференции музыкант пояснил: «я не говорил „свет, костюмы и секс“», я сказал «свет, костюмы и театральные декорации» в ответ на вопрос о том, что публика может ожидать от его новой концертной программы. Конференции включали живое исполнение некоторых песен из Never Let Me Down.
В турне к Боуи присоединился его давний друг Питер Фрэмптон. Музыкант отмечал: «Я не продвигаю книгу или альбом, я здесь просто как гитарист. На меня ничего не давит. Я просто получаю удовольствие». Фрэмптон и Боуи знали друг друга с подросткового возраста, когда учились в Технической школе Бромли, где отец Фрэмптона, Оуэн, преподавал рисование.

Придумывая это турне, Боуи ставил перед собой чёткую цель: вернуться к театральности, подобной гастролям Diamond Dogs Tour 1974 года. Артист хотел, чтобы это турне было «ультратеатральным сочетанием музыки, театра и рока», и считал, что его предыдущий тур хотя и был успешным, но был далёк от театральности, которую он так любил: 
[В 1983 году] промоутеры подходили ко мне со словами: „Послушай, Дэвид, мы поменяли зал с 10 000 мест на 30 000 мест“ … [в итоге] тур разрастался всё больше и больше — доходило до 60 000 мест. … Давайте урежем театральность ради песен, которые публика слышала по радио в течение последних 15 лет или около того, даже не подозревая как много этот парень вложил в них труда … По мере приближения тура [The Glass Spider] мне стало это очевидно. Теперь же я хочу сделать так, чтобы песни подходили для шоу-программы. … В турне наверняка будут звучать малоизвестные композиции, по крайней мере, для широкой публики. Будут произведения из альбомов, которые не были бестселлерами, но теперь их отдельные вещи отлично вписываются в шоу. Таким образом, когда вы соединяете вместе три песни, у вас может получиться эффектный скетч. У него будет начало и конец и он будет посвящён единой теме.

Боуи отмечал, что с помощью этого турне он «прощупывал почву» и потенциально рассматривал возможность создания других крупных, сложных сценических шоу, если гастроли пройдут успешно: 
Песни должны работать внутри шоу, а не шоу должно работать на песни, если вы понимаете, что я имею в виду. Вот почему оно такое разноплановое. Именно поэтому оно такое захватывающее, потому что именно так мне нравится работать. Я имею в виду, мне нравится придумывать шоу. У меня есть шоу-книга, которая почти как библия, которую вы используете, когда работаете над постановкой. Она написана и структурирована с использованием различных тематических приёмов. К сожалению, получилось в виде ревю, так как ни одна из песен не была специально написана для шоу. Я поглощен этим турне. Если всё сработает как надо, то следующим моим шагом будет создание постановки специально для арен и стадионов, практически гастролирующего мюзикла, который на протяжении всего действия имеет одну повествовательную форму, с набором персонажей и сценарием уровня эпического театра.
Боуи решил, что темой шоу будет «реальность и нереальность рока», или, как её назвал один из критиков, «рок-звёзды против реальности». Сам музыкант отмечал: «Речь идёт не только о рок-исполнителе речь идёт о рок-музыке [в целом]. Так что тема [турне] во многом связана с публикой и тем, как она воспринимает рок, а также с рок-деятелями и всеми её [рок-музыки] клише, архетипами и стереотипами, а также семейными отношениями».
Во время шоу Боуи использовал самый разнообразный реквизит: «Я действительно пытаюсь привнести туда много всего! Шоу включает танцы, диалоги, фрагменты фильмов, проецируемые изображения — то, что в 1960-х называлось мультимедиа». Он описал, как компоновал шоу: «Идея заключалась в том, чтобы придумать сюрреалистические или минималистские сценические пьесы в виде сопровождения для рок-н-ролльных песен. Я хотел соединить воедино нечто вроде символистского театра и современного танца. Не джазовый танец и уж точно не MTV-шный, а нечто большее, на что повлияли такие люди, как Пина Бауш и монреальская труппа под названием [La La La Human Steps]. Будут и символистские номера, и минималистские, и вульгарные, и чисто водевильные».

Когда Боуи спросили, чего, по его мнению, публика ожидает от этого туре, он сказал: 
Я предполагаю, что они приходят посмотреть, не облажаюсь ли я или что-то в этом роде. Я действительно не знаю. Знаю лишь, что они получат действительно хорошее шоу. Я думаю, что за эти годы я доказал, что делаю все возможное, чтобы предоставить им какое-то новое видение своих песен в рамках концертного выступления. Так что я думаю, буду придерживаться этого подхода, не могу же я зайти дальше. Я действительно не знаю, чего они хотят от меня. Я никогда не мог придумывать на потребу публики. Я придумывал и делал только то, что было интересно лично мне. Так что, у нас есть негласное соглашение, и это здорово. Я имею в виду, что за эти годы я много раз терял аудиторию, и она снова возвращалась по той или иной причине. У меня вроде как есть с ней такое взаимное согласие. Если дела идут не очень хорошо, они держатся подальше. Что достаточно справедливо, знаете ли.
Сообщается, что Боуи координировал некоторые аспекты тура по электронной почте, что было редкостью для конца 1980-х. Он был дальновиден не только в музыке, но также предвидел развитие технологий и был одним из первых исполнителей, сделавших свою музыку доступной для скачивания в Интернете. В 1998 году он создал собственный сайт BowieNet — где предлагал пользователям личный адрес электронной почты и услуги интернет-провайдера — предоставляющий эксклюзивный доступ к музыкальным сервисам (Rolling Stone Network и Music Boulevard), а также цифровой контент, как собственный, так и своих друзей, включая живое общение в чатах.
Проект концертной постановки разработал сценограф Марк Равитц, работавший в 1974 году с Боуи в процессе подготовки тура Diamond Dogs Tour. Несмотря на то, что это был самый дорогой и грандиозный набор композиций в истории гастролей того времени, исполняемых в концертных декорациях, в действительности всё выглядело несколько дёшево и безвкусно. На сцене к Боуи присоединилась дюжина танцоров и ещё больше инструменталистов, что придавало шоу жёсткость и некоторую беспорядочность.

## Подбор песен
Боуи решил сделать акцент на менее известных песнях, избегая некоторых своих крупных хитов. Он стремился не повторять формулу, которая сделала Serious Moonlight Tour успешным, отмечая: «Она казалась такой простой. С самого начала [шоу] — сплошные овации. Ты прекрасно понимаешь, как добиться эмоционального отклика — „Changes“, „Golden Years“, и люди пустятся в пляс. Ты получаешь отклик, берёшь деньги и сваливаешь. Это казалось слишком простым. Я не хотел делать этого снова». В одном из интервью он заявил: «Я больше не буду исполнять песню „Star“. Она довольно сложная. Не думаю, что в этом турне я буду играть много материала из „Ziggy“! [смеётся] Возможно, я использую больше материала середины 1970-х, но не такие громоздкие композиции, как „Warszawa“. Я было попробовал сыграть её, и она вызвала приступ зевоты. На днях я напевал себе под нос: [поёт] „Детка, детка, я никогда тебя не подведу“ — о господи, что это за песня? Боже, не помню… „Sons of the Silent Age“! [щёлкает пальцами] Ах! Точно! Слава богу, я смог её вспомнить! Она теперь для меня словно новая песня. Я же никогда не исполнял её на сцене». «Sons of the Silent Age» вошла в концертную программу на регулярной основе и звучала на каждом шоу.
Все песни из альбома Never Let Me Down, кроме двух («Too Dizzy» и «Shining Star (Makin’ My Love)», хотя последняя репетировалась группой) исполнялись во время турне. Другими отрепетированными, но не использованными на концертах песнями были «Because You’re Young» и «Scream Like a Baby», из альбома Scary Monsters (and Super Creeps) (1980). Несколько песен, которые Боуи планировал включить в турне, в итоге были заброшены ещё до начала репетиций, в том числе «Space Oddity» (из Space Oddity (1969)), «Joe the Lion» (из «Heroes» (1977)), «Ricochet» (из Let’s Dance (1983) и «Don’t Look Down» (из Tonight (1984)).
Боуи выбирал песни, которые «подходили для исполнения на сцене» — и соответствовали его цели — сделать шоу более театрализованным, с сильным драматическим содержанием. Когда его спросили, как он собирается сделать своё рок-шоу «драматичным», он ответил: «Вы будете удивлены, что можно сделать с рок-группой из 6 человек, сценой и парой софитов».

## Декорации

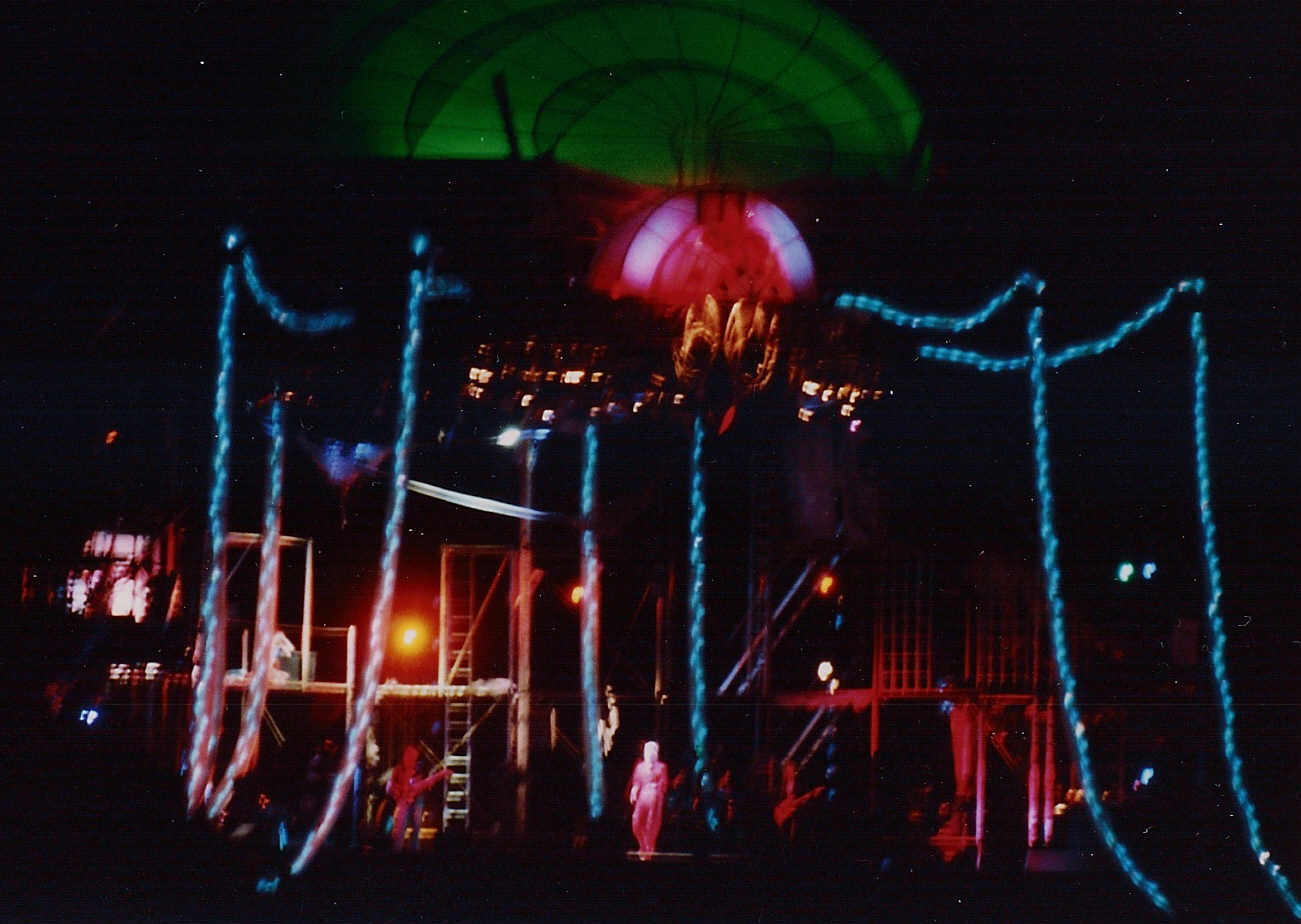
Выступление Боуи на фестивале Rock am Ring, 7 июня 1987 года

Гастрольные декорации, описанные как «самые большие в истории» (на тот момент), были спроектированы в виде гигантского паука. Его размер составлял 60 футов (18,3 м) в высоту и 64 фута (19,5 м) в ширину. Конструкция включала гигантские опоры (ноги) из вакуумных термоэлектронных ламп общей длиной 20 000 футов (6096 м), которые освещались изнутри и меняли цвет. Для перемещения одного комплекта потребовалось 43 грузовика, а его вес оценивался в 360 тонн. Видеоэкраны размером 16 x 20 футов (4,9 м x 6 м) транслировали видео и проецировали шоу для тех зрителей, которые находились далеко от сцены. Аппаратура, необходимая для проведения шоу, включала две отдельные звуковые системы, 260 аудиокабинетов, 1000 ламп (с общей мощностью 600 000 Вт) и три компьютера. Марк Равитц, художник по декорациям, ранее работал над реквизитом для турне Боуи Diamond Dogs Tour 1974 года.
Это был первый тур Боуи, в котором задействовалась технология беспроводных микрофонов, за счёт чего он мог более свободно передвигаться по сцене и взаимодействовать с танцорами и музыкантами. Благодаря этому декорации включали высокие 3-этажные передвижные леса, на которые Боуи и его танцоры время от времени забирались во время шоу.
Стоимость каждого комплекта декораций составила 10 миллионов долларов США (сегодня около 23,9 миллиона долларов, с учётом инфляции). Сам Боуи вложил более 10 миллионов долларов собственных средств, чтобы профинансировать турне, также еженедельно оплачивая счета на сумму около 1 миллион долларов, чтобы содержать штат из 150 человек, которые обслуживали три комплекта декораций во время гастролей. В Филадельфии, где стартовал американский этап турне, на возведение декораций ушло «300 человек за 4 дня».
Примерно в середине первого этапа европейской части турне Боуи обнаружил, что из-за больших размеров декораций они не помещаются в большинство крытых залов. Музыкант вспоминал: "Мне потребовалось бы от 500 000 до 600 000 долларов, чтобы переделать декорации под крытые площадки … Возможно, по ходу турне, я решу сделать такой комплект «для крытых помещений». Он действительно заказал третий, немного уменьшенный комплект (названный «Junior Bug») для использования в крытых помещениях, куда не вмещался полноразмерный паук, например, в нью-йоркском Мэдисон-сквер-гардене.
Боуи представлял сценические декорации тура как метафору жизни, описывая их как «некое подобие корабля, который представляет собой своеобразное путешествие, [со всеми атрибутами] такелажем, лазаньем и верёвками. А нижняя круглая область [сцены] похожа на Цирк Огней, так что это и впрямь путешествие — от рождения и через всю жизнь».

## Репетиции
Боуи собрал аккомпанирующую группу в начале 1987 года, на сцене с ними выступали пять танцоров, хореографом которых была давняя подруга Боуи Тони Бэзил. Музыканты и танцоры репетировали по 12-часов в Нью-Йорке, прежде чем отправиться на гастроли. Во время этих репетиций Боуи снял клип на сингл «Time Will Crawl»; в нём были показаны некоторые сложные танцевальные номера, которые использовались на концертах во время исполнения песен «Loving the Alien» (1985), «Fashion» (1980) и «Sons of the Silent Age» (1977). Боуи так описывал распорядок репетиций: 
С утра я готовлю план работы, а затем иду на репетиции, около 10 часов (утра). Они проходят без перерывов, как танцевальные, так и музыкальные, примерно до 20 часов. После этого я просматриваю видеозаписи того, чем мы занимались в течение дня, и при необходимости вношу коррективы. Так что, на самом деле, у меня нет времени вообще ни на что другое, за исключением воскресенья, когда я могу себе позволить выспаться большую часть дня. Это очень интенсивные репетиции, и довольно выматывающие, в физическом плане.
Репетиции в полностью готовых декорациях были организованы на роттердамской арене Ahoy Arena 18 мая, а затем переместились на стадион De Kuip для проведения генерального прогона (27 и 28 мая). Из-за относительно лёгкого доступа к концертным площадкам, во время репетиций, фанаты знали, какой будет сет-лист шоу ещё до начала турне.
«[Glass Spider Tour] самый изнурительный концертный тур, с которым я когда-либо гастролировал … Он безжалостен, он не останавливается ни на мгновенье. Я чертовски измотан. Я чувствую себя изношенной тряпичной куклой».
Боуи заявил, что искал для турне танцоров, которые не похожи на типичных танцоров MTV и владеют как американскими уличными танцами, так и европейским перформансом. Первоначально музыкант надеялся подключить к участию в шоу Эдуарда Лока и его труппу La La La Human Steps, но артисты не смогли состыковать рабочие графики из-за контрактных обязательств последнего. Позже Боуи сетовал, что тур, возможно, воспринимался бы совершенно по-другому, если бы в нём участвовали La La La Human Steps. В итоге эта труппа присоединилась к одному из следующих турне Боуи — Sound + Vision Tour 1990 года.

## Концепция концертной программы
Шоу было разделено на две части и включало запланированный выход на бис.

Боуи открывал концерт песней «Glass Spider», во время исполнения которой его спускали с потолка — музыкант сидел в серебряном кресле и пел в телефон. Первый скетч начался с песни «Bang Bang», во время которой Боуи поднимал на сцену одного из зрителей, однако, по ходу, сцены фанат старался всячески отмежеваться от музыканта, к концу песни оказывалось, что это был один из танцоров труппы. Позже, под песню «Fashion», танцевальная труппа вызывала Боуи на «бой без правил», в котором он «случайно» одерживал победу. На концертную версию песни «Never Let Me Down», исполнение которой Боуи называл «абразивным», повлияла минималистская хореография Пины Бауш. Артист пояснял: 
Я хотел создать прямолинейную пластику, которая начиналась бы за кулисами и не менялась бы до конца сцены. Я на коленях, руки в какой-то смирительной рубашке, и ползаю три с половиной минуты. Со мной девушка, как будто выгуливает своего домашнего питомца в парке, но у нее на спине баллон, и она то и дело дает мне кислород. Этот небольшой [сценический] образ казался очень оградительным, очень грустным, и [идеально] подходящим для этой песни.

Вторая часть начиналась появлением Боуи на строительных лесах под песню «’87 & Cry», затем он пролетал над сценой в страховочных ремнях фирмы Flying by Foy, после чего его ловила и связывала полиция. По крайней мере, один раз сцену пришлось отменять из-за неисправности устройства. Кадры из фильма, транслировавшиеся позади Боуи во время исполнения песни «Heroes», были сняты артистом во время его визита в СССР в 1974 году. Боуи так отзывался об этом видеоматериале: 
Там есть трогательный образ монгола с носовым платком в руке, машущего на прощание своей семье, садящейся в поезд до Москвы. Я смонтировал этого старика, вытирающего слезы и машущего на прощание так, чтобы получились повторяющиеся кадры. Чёрно-белые изображение проецируются позади основной сценической постановки, и оно чрезвычайно грустное. Эти кадры словно прощание с героизмом; словно прощание с миром идеалов 19-го века. Эта [эпоха] ушла безвозвратно, и теперь, возможно, мы просто ищем семена разума, а не героев. В этих кадрах есть что-то, что мне действительно нравится. Они — часть театральности, которую я действительно обожаю. Я по-настоящему горжусь ими.
Выход на бис обычно открывался песней «Time» — Боуи появлялся из макушки паучьей головы с ангельскими крыльями на спине, на высоте 60 футов над зрительным залом. Иногда песню убирали из концертов на открытом воздухе в целях безопасности, когда из-за плохой погоды находиться на вершине паука было слишком рискованно.

## Дизайн костюмов
Во время первого акта концертной программы Боуи выступал в однобортном красном костюме с красной рубашкой и брюками, разработанном Дайаной Мозли. Наряд включал красные ботинки фасона Челси с серебряными деталями на пятке и носке. Один из костюмов, которые Боуи носил во второй части шоу, был выставлен на аукцион 21 мая 2016 года (с автографом музыканта) и продан за 37 500 долларов. Наряд музыканта для выхода на бис состоял из золотого кожаного костюма из ламе и ковбойских сапог с золотыми крыльями на голенище. Один из таких костюмов, также с автографом Боуи, был продан на аукционе Sotheby’s в 1990 году за 7000 долларов (сегодня — около 14 500 долларов), что в несколько раз превысило ожидаемую сумму. Этот же наряд был вновь выставлен на аукцион в декабре 2016 года с ожидаемой выручкой от 20 000 до ⁠ 30 000 долларов, итоговая сумма составила 32 500 долларов.

## Разогрев
Боуи приглашал к себе «на разогрев» различных исполнителей, которые менялись в зависимости от страны; так, в Северной Америке на некоторых его концертах выступали Duran Duran или Siouxsie and the Banshees. В свою очередь, в Европе шоу открывали такие исполнители, как Игги Поп, Big Country, The Cult, Erasure, The Stranglers и Нина Хаген. Турне также включало выступления на фестивалях: в один из концертов хедлайнерами был дуэт Eurythmics, в другой — Боуи.

## Гастрольные инциденты
Продолжительное турне негативно сказалось на физической форме Боуи. Мало того, что он заметно похудел, музыкант чувствовал, что вымотался ещё до начала гастролей: 
Я думаю [подобные туры] крайне опасны, потому что они чертовски утомительны. Начинается давление, связанное с организацией мероприятия — шоу превращается в целое событие. Еще до того, как ты отправишься в турне, ты уже измотан. Бог знает, сколько людей снуют туда-сюда, и все что-то делают, кто-то забывает делегировать работу подчинённым, творится полная неразбериха, при этом, в итоге должен получиться слаженный механизм.
Гастроли проходили на площадках с большой вместимостью. В Европе тур чередовался между закрытыми и открытыми площадками. 9 июня инженер по свету Майкл Кларк, разбился монтируя аппаратуру на Стадио Комунале во Флоренции, упав со строительных лесов перед началом шоу. На следующий день, 10 июня, еще один рабочий упал (без смертельных травм), помогая возводить декорации в Милане. Толпы фанатов, некоторые из которых разбили лагерь на ночь, чтобы попасть на концерт, устроили беспорядки, и их пришлось усмирять полиции. На концертах в Риме (15 и 16 июня) обозленные фанаты, которые не смогли достать билеты на шоу, начали нападать на полицейских. Во время второго шоу Боуи пришлось петь сквозь слезоточивый газ — итогом стали ранения 50 гражданских и 15 полицейских. Когда самолет группы вылетал из Рима, после концерта 16 июня, из-за угрозы взрыва бомбы диспетчер развернул его в обратно аэропорт. В итоге выяснилось, что местный начальник полиции использовал фейковое сообщение как уловку, чтобы получить автограф музыканта. Боуи так высказался об инциденте: «Я был не столько раздражен, сколько ошеломлен — это могло произойти только в Италии!». Концерт 27 июня, который первоначально планировалось провести в Уллеви (Гётеборг, Швеция), пришлось перенести в соседний Эриксберг (Хисинген), поскольку во время проходившего там ранее шоу Брюса Спрингстина, фанаты нанесли ущерб помещению на сумму 2,7 млн фунтов стерлингов (или около 8 млн фунтов стерлингов сегодня). Кроме того, фанат, пытавшийся попасть за кулисы замка Слейн перед шоу Боуи 11 июля, утонул переплывая реку Бойн.
Во время европейской части турне гитарист Карлос Аломар порвал связку на ноге, и из-за этой травмы ему пришлось сменить сценический образ. Музыкант так комментировал ситуацию: «[Мне] пришлось сделать из своего персонажа сумасшедшего, хромого, отвергнутого Безумного Макса с колючей причёской. Я пошел к мануальному терапевту и попросил у него много разных металлических штуковин — скобы для ног, скобы для поясницы и все такое. Теперь я буду привносить в концертную программу больше металла».
Некоторые выступлениях посещали европейские королевские особы, в том числе принцесса Диана (во время второго концерта на Уэмбли); Сара, герцогиня Йоркская в Сандерленде; а также датский принц Иоахим и кронпринц Фредерик в Штадт-парке.
Glass Spider Tour был первым гастрольным туром Боуи, во время которого музыкант посетил Австрию, Италию, Испанию, Ирландию и Уэльс. Некоторые выступления на открытом воздухе в Великобритании пришлось начинать раньше из-за законов о комендантском часе (этой проблемы обычно удавалось избегать в других европейских странах), что уменьшало эффект от проработанной системы освещения сцены и декораций, серьёзно беспокоя Боуи.
Во время североамериканской части турне 30-летняя женщина из Далласа по имени Ванда Николс заявила, что Боуи изнасиловал ее в отеле Mansion после выступления на Reunion Arena. Музыкант отверг обвинения, назвав их «смехотворными». Он заявил, что Николс находилась в его гостиничном номере, но все, что происходило между ними, происходило с ее согласия. 11 ноября 1987 года музыкант выступил с двухчасовым свидетельским показанием перед большое жюри округа Даллас. 18 ноября пресс-секретарь помощника окружного прокурора Хью Лукаса выступила с заявлением, объявив «Большое жюри присяжных не нашло достаточных доказательств для предъявления обвинения».

## Продажи билетов
«Я стараюсь делать то, на что мне действительно бы хотелось сходить и посмотреть самому, в этом суть всего, что я делаю. Например, в этом конкретном турне я действительно пытался собрать воедино все элементы, всё, чем я был очарован в театре и роке с самого начала своей карьеры. Это то шоу, на которое я действительно хочу пойти и посмотреть сам. Оно динамичное, красочное, вульгарное, громкое, утончённое, тихое, сказочное».
Турне отличалось высоким спросом со стороны публики: так, концерт 3 сентября на стадионе Салливан в Массачусетсе установил рекорд этой площадки по скорости продажи билетов, сравнимый с достижением U2 и побитый группой The Who лишь в 1989 году — когда 100 000 билетов на два их концерта были распроданы менее чем за восемь часов. В одном из городов за 90 минут было продано билетов на 3 миллиона долларов (на 3 концерта). Выступление Боуи в Оттаве стало самым посещаемым концертом в истории города (на тот момент). Предварительные продажи билетов на австралийские шоу музыканта составили более 8,6 миллиона долларов, что превышало показатели предварительных продаж на австралийские шоу концертного тура Майкла Джексона Bad Tour (примерно 4,5 миллиона долларов).
По оценкам биографов музыканта, в общей сложности турне посетило от двух до шести миллионов человек. Согласно другим источниками — около трёх миллионов.
Четыре выступления Боуи вошли в число 20 самых кассовых концертов 1987 года в США. В конце того же года было подсчитано, что полная прибыль турне составила более 50 миллионов долларов. В 1991 году появились данные, что каждое шоу, в рамках этих гастролей, принесло 1 миллион долларов, что составляет примерно 86 миллионов долларов за всё турне (или примерно 205 миллионов долларов в 2022 году с поправкой на инфляцию).

## Отзывы современников
«Я считаю, что это турне [The Glass Spider Tour] что-то совершенно уникальное, я думаю, что оно вам либо понравится, либо будет абсолютно вам не по вкусу».
Европейская часть турне, по большей части была плохо принята прессой, хотя были и положительные рецензии. Крис Робертс из журнала Melody Maker, впоследствии говорил, что его коллеги-музыкальные критики испытывали «преобладающее давление со стороны сверстников» подталкивающих их высказываться о турне в негативном ключе. Боуи был разочарован тем, как отзывы в Европе изменились с положительных на отрицательные, обвиняя первые концерты турне — на открытых площадках — в его плохом приёме. Он сетовал: «Самая большая ошибка, допущенная в этом турне, заключалась в том, что оно начиналось дневными концертами. Весь смысл этого проклятого шоу был потерян в одночасье». Музыкант отметил, что отзывы о шоу в крытых площадках (где декорации и освещение были более эффективными), напротив были весьма положительными.
Американские СМИ были более благосклонны к турне: так, газеты Орландо (Флорида) и Бостона (Массачусетс), напечатали положительные рецензии. У обозревателей The Philadelphia Inquirer и Chicago Tribune остались смешанные чувства по поводу шоу в Филадельфии и Чикаго соответственно. Обзор первого концерта Боуи в Нью-Йорке получился преимущественно негативным, рецензент называл шоу «захватывающим», сетуя на не покидающее чувство «перебора» и «головокружительные перегрузки от визуальной активности». Рецензия в The Christian Science Monitor была по большей части положительной, подчеркивая ослепительные визуальные эффекты шоу и пеняя на то, что танцевальные номера впечатляли лишь изредка. В свою очередь местная портлендская газета, опубликовала положительный обзор, в котором отмечалось, что танцоры, музыка, декорации и группа создавали «общий эффект, который по праву можно назвать впечатляющим. Это перформанс и рок-опера; это потрясающее сочетание, достойное любой сцены или мировой арены».
Несмотря на критику гастролей в прессе, Боуи говорил, что концертные постановки этого турне были самыми весёлыми из всех, в которых ему приходилось участвовать, потому что это был «самый изобретательный» гастрольный тур в его
карьере.

## Концертные записи
Несмотря на заявление музыканта, что он не планирует записывать концертный альбом по ходу турне, выступления в Сиднейском развлекательном центре — 7 и 9 ноября 1987 года были сняты на видео и выпущены под названием Glass Spider (1988). Укороченная версия фильма была показана в США в специальной передаче на ABC, первом подобном телевизионном выпуске с момента выхода в эфир «Алоха с Гавайев» Элвиса Пресли в 1973 году. Переиздание концерта на DVD (2007) включало аудиозапись выступления на Олимпийском стадионе Монреаля 30 августа 1987 года, которая была отреставрирована и выпущена в бокс-сете Loving the Alien (1983–1988) (2018). Выступление на площади Республики 6 июня 1987 года (фестиваль «Рейхстаг — город Берлин») транслировалось в прямом эфире по FM-радио.
Один из музыкальных критиков заключил, что выпуск видео 1988 года (и переиздание DVD 2007 года) сделал предполагаемую концепцию шоу в значительной степени бессмысленной, поскольку несколько песен и скетчей,
которые более полно раскрывали тему концерта, были вырезаны из фильма. Тем не менее биограф Николас Пегг отмечал, что фильм был «чрезвычайно приятным», несмотря на недостатки шоу, и что он является лучшей возможностью увидеть, как Боуи отыгрывает «зрелищное, театрализованное рок-представление».

## Спонсорское соглашение
Перед турне Боуи заключил спонсорское соглашение с компанией PepsiCo (которое в то время сочли спорным в журналисткой среде), впоследствии расценённое как пример для других крупных гастрольных контрактов среди его коллег по сцене. Со своей стороны, в мае 1987 года музыкант записал телевизионный рекламный ролик с певицей Тиной Тёрнер на мелодию композиции «Modern Love», в период подготовки к турне.
Музыкант так высказывался о спонсорском соглашении: «Мы заключили спонсорский контракт с компанией Pepsi-Cola только для Северной Америки. [За счет него] я могу создать гораздо более экстравагантное шоу, чем если бы финансировал всё самостоятельно. Это означает, что вместо 1 или 2 комплектов декораций я могу заказать 3 или 4, и они могут путешествовать независимо друг от друга, и их можно сделать намного изощрённые».
Изначально Боуи планировал посетить Советский Союз, хотя и только с музыкантами (без танцоров и сложного реквизита), но с дополнительной сценой и финансированием, предоставленными спонсорами. Боуи хотел совершить
полноценный тур по СССР и Южной Америке. Однако этим планам не суждено было осуществиться и турне не состоялось.

## Наследие
«[Glass Spider Tour] был первым разом, когда у меня был большой бюджет и возможность сделать подобные шоу! Во всяком случае, впервые с Diamond Dogs Tour… Я подумал: ок! Давайте действительно потратим немного денег. С начала 1970-х у меня были мечты попытаться перелопатить рок-н-ролл, и я, чуть запоздало, пытался их наверстать».
Боуи испытывал сильнейший стресс на протяжении всего турне, и по его окончании, в Новой Зеландии, он, по слухам, сжёг один из комплектов паука, заявив: «Это было так здорово … Мы просто поставили эту штуку в голом поле и подожгли. Это было такое облегчение!». В 2016 году гастрольный менеджер Питер Грамли утверждал, что выкупил и по крайней мере один из (несгоревших) комплектов и хранил его на своём складе в Западном Окленде.
Турне оказалось настолько изматывающим физически и таким масштабным, что сам музыкант сетовал: «Не думаю, что когда-нибудь снова отправлюсь в тур с такой сложной гастрольной программой. Собрать все это воедино — настоящая головная боль».
Боуи обручился с Мелиссой Хёрли, одной из танцовщиц, но через четыре года они расстались, так и не поженившись.
Критики часто сравнивали более поздние туры музыканта с Glass Spider, обычно высказываясь в схожем ключе с одной из рецензий: «[Боуи] организовал шоу-программу размером со стадион, сочетающую в себе волнение рока с опасностями Бродвея. … Невероятное зрелище, но эффект получился двояким. Каждый дополнительный театральный приём служил на потеху публики, в конечном счёте снижая воздействие самой музыки».
В 1989 году, работая с Tin Machine, Боуи сказал: «Я перенапрягся… В последнем туре [Glass Spider] было слишком много ответственности. Я находился в состоянии стресса каждый божий день. Каждую секунду приходилось принимать решения. Он был таким большим и столь громоздким, и у всех постоянно были проблемы, каждый день, я находился под сильным давлением. Это было невероятно. … Я добавил слишком много мелких деталей в то, что должно было выглядеть (показывает крошечную фигуру большим и указательным пальцами) столь масштабным».
В 1990 году, презентуя Sound + Vision Tour Боуи отметил, что доволен восприятием Glass Spider Tour как «инновационного» тура, упомянув отзывы, в которых отмечалось, что в нём были «моменты, которые, несомненно, изменят представление о том, как делается рок-музыка».

В 1991 году, во время подготовки к своему второму турне с группой Tin Machine, Боуи размышлял о театральности и зрелищности турне Glass Spider Tour, предполагая, что многие последующие туры и концерты других музыкантов получили пользу от этих гастролей: 
Шоу The Stones, шоу Принса, шоу Мадонны… все они выиграли от [появления этого] турне. … Мне многое в нём [Glass Spider Tour] нравится, но … делать его нужно было гораздо менее масштабным. Три его четверти были действительно новаторскими, и я много раз видел его отголоски в шоу других артистов. … Однажды, если у вас будет возможность, возьмите копию этого шоу на видео и взгляните на него еще раз, потому что в свете того, что было сделано с тех пор, происходит кое- что интересное.
В конце 2000-х Glass Spider Tour начал восприниматься критиками по-другому, негативный тон стал меняться. В 2009 году в статье BBC News новаторские декорации Glass Spider Tour и его сочетание музыки и театральности были отмечены как источник вдохновения для более поздних исполнителей, включая Бритни Спирс, Мадонну, U2 и других. По мнению сценического дизайнера (сценограф) Вилли Уильямса, тур Glass Spider Tour стал шаблоном для концертных программ этих артистов: «Вначале они исполнят несколько песен в одних костюмах, затем сценические декорации полностью сменяются и переходят к следующей части [шоу]. Боуи скрестил рок-н-ролл с Бродвеем [в турне Glass Spider Tour], и понеслось». В 2010 году тур Glass Spider получил награду как один из лучших концертных проектов всех времен (наряду с другими такими известными турами, как 360° Tour U2 [2009-2011] и Division Bell Tour Pink Floyd [1994]).
«Когда мы [гастролировали] с „Young Americans“, они неистово освистывали концерты. Почему? Они [фанаты] хотели „Diamond Dogs“ [предыдущий альбом Боуи]. Когда мы организовали „Serious Moonlight Tour“, они вновь бесновались, потому что хотели материал 1970-х. Когда мы продвигали „Glass Spider Tour“, им подавай „Serious Moonlight“. Публике никогда не угодишь».
В 2013 году авторы ретроспективных рецензий начали отмечать сильные стороны и инновационность турне, отмечая, что тур был лучше, чем закрепившаяся за ним репутация. Хотя музыкальные критики по-прежнему считали некоторые его элементы сомнительными (включая саму концертную постановку и преобладание нового материала), тур получил высокую оценку за сильный голос Боуи, музыкальные аранжировки и выбор относительно незаезженных «сокровищ» для сет-листа. В свою очередь, Питер Фрэмптон считал, что участие в этом туре помогло реанимировать его собственную сольную карьеру.
В 2017 году в обзоре литературного журнала The Atlantic, хотя и с акцентированием некоторых недостатков, шоу было названо «захватывающим, красивым, очаровательно претенциозным и причудливо волшебным».
Концерт 6 июня 1987 года проходил недалеко от Берлинской стены, благодаря чему его услышали тысячи жителей Восточного Берлина — начались крупные беспорядки. По словам немецкого журналиста Тобиаса Рутера, эти протесты были первыми в череде демаршей, которые, в итоге, привели к падению стены в ноябре 1989 года. Хотя на это событие, вероятно, в большей степени повлияли другие факторы, после смерти Боуи министерство иностранных дел Германии написало в Твиттере следующие слова: «До свидания, Дэвид Боуи. Теперь ты среди #Героев. Спасибо за помощь в разрушении #стены».
Из-за негативной реакции на альбом Never Let Me Down и концертного тура, Боуи оказался творчески истощенным и впал в немилость музыкальных критиков. Артист решил вернуться к созданию музыки для себя, а не для широкой аудитории, и, связавшись с Ривзом Гэбрелсом по ходу гастролей, сформировал новый проект, Tin Machine, в 1989 году. Он также исключил свои старые песни из концертной программы следующего турне — Sound + Vision Tour (1990).

## Участвующий персонал
| - Дэвид Боуи — ведущий вокал, гитара - Питер Фрэмптон — гитара, бэк-вокал - Карлос Аломар — гитара, бэк-вокал, музыкальный директор - Кармин Рохас — бас - Алан Чайлдс — ударные - Эрдал Кызылчай — клавишные, труба, конги, скрипка, бэк-вокал - Ричард Коттл — клавишные, саксофон, бубен, бэк-вокал - Чарли Секстон — гитара, бэк-вокал | - Мелисса Хёрли - Констанс Мари - Spazz Attack (Крейг Аллен Ротвелл) - Виктор Маноэль - Стивен Николс - Тони Бэзил (хореограф) - Аллен Брэнтон — дизайн освещения - Марк Равитц — дизайн сцены (художник-постановщик) - Кристин Странд — видеорежиссёр |  |

### Расписание концертов
| Дата                 | Город                | Страна               | Место                                | Посещаемость    |
| Промо-шоу для прессы | Промо-шоу для прессы | Промо-шоу для прессы | Промо-шоу для прессы                 |                 |
| Северная Америка     | Северная Америка     | Северная Америка     | Северная Америка                     |                 |
| -------------------- | -------------------- | -------------------- | ------------------------------------ | --------------- |
| 17 марта 1987        | Торонто              | Канада               | Diamond Club                         |                 |
| 18 марта 1987        | Нью-Йорк             | Соединённые Штаты    | Cat Club                             |                 |
| Европа               |                      |                      |                                      |                 |
| 20 марта 1987        | Лондон               | Великобритания       | Player’s Theatre                     |                 |
| 21 марта 1987        | Париж                | Франция              | La Locomotive                        |                 |
| 24 марта 1987        | Мадрид               | Испания              | Halquera Plateaux                    |                 |
| 25 марта 1987        | Рим                  | Италия               | Piper                                |                 |
| 26 марта 1987        | Мюнхен               | Западная Германия    | Parkcafe Lowenbrau                   |                 |
| 28 марта 1987        | Стокгольм            | Швеция               | Ritz                                 |                 |
| 30 марта 1987        | Амстердам            | Нидерланды           | Paradiso                             |                 |
| Океания              |                      |                      |                                      |                 |
| 27 октября 1987      | Сидней               | Австралия            | Tivoli Club                          |                 |
| Glass Spider Tour    |                      |                      |                                      |                 |
| Европа               |                      |                      |                                      |                 |
| 30 мая 1987          | Роттердам            | Нидерланды           | Stadion Feijenoord                   | 60,000          |
| 31 мая 1987          | Роттердам            | Нидерланды           | Stadion Feijenoord                   | 60,000          |
| 2 июня 1987          | Верхтер              | Бельгия              | Rock Werchter Concert Site           |                 |
| 6 июня 1987          | Западный Берлин      | Западная Германия    | Platz der Republik                   | 80,000          |
| 7 июня 1987          | Нюрбургринг          | Западная Германия    | Rock am Ring                         |                 |
| 9 июня 1987          | Флоренция            | Италия               | Stadio Comunale                      | 50,000 — 70,000 |
| 10 июня 1987         | Милан                | Италия               | Stadio San Siro                      | 70,000          |
| 13 июня 1987         | Гамбург              | Западная Германия    | Festwiese Am Stadtpark               |                 |
| 15 июня 1987         | Рим                  | Италия               | Stadio Flaminio                      | 30,000          |
| 16 июня 1987         | Рим                  | Италия               | Stadio Flaminio                      | 30,000          |
| 19 июня 1987         | Лондон               | Великобритания       | Wembley Stadium                      | 70,000          |
| 20 июня 1987         | Лондон               | Великобритания       | Wembley Stadium                      | 70,000          |
| 21 июня 1987         | Кардифф              | Великобритания       | National Stadium                     | 50,000          |
| 23 июня 1987         | Сандерленд           | Великобритания       | Roker Park                           | 36,000          |
| 27 июня 1987         | Гётеборг             | Швеция               | Eriksbergsvarvet                     | 45,000          |
| 28 июня 1987         | Лион                 | Франция              | Stade de Gerland                     |                 |
| 1 июля 1987          | Вена                 | Австрия              | Praterstadion                        |                 |
| 3 июля 1987          | Париж                | Франция              | Parc départemental de La Courneuve   |                 |
| 4 июля 1987          | Тулуза               | Франция              | Stadium Municipal                    |                 |
| 6 июля 1987          | Мадрид               | Испания              | Vicente Calderón Stadium             |                 |
| 7 июля 1987          | Барселона            | Испания              | Mini Estadi                          |                 |
| 8 июля 1987          | Барселона            | Испания              | Mini Estadi                          |                 |
| 11 июля 1987         | Слейн                | Ирландия             | Slane Concert                        | 50,000          |
| 14 июля 1987         | Манчестер            | Великобритания       | Maine Road                           |                 |
| 15 июля 1987         | Манчестер            | Великобритания       | Maine Road                           |                 |
| 17 июля 1987         | Ницца                | Франция              | Stade De L’Ouest                     |                 |
| 18 июля 1987         | Турин                | Италия               | Stadio Comunale di Torino            |                 |
| Северная Америка     |                      |                      |                                      |                 |
| 30 июля 1987         | Филадельфия          | Соединённые Штаты    | Veterans Stadium                     | 50,000          |
| 31 июля 1987         | Филадельфия          | Соединённые Штаты    | Veterans Stadium                     |                 |
| 2 августа 1987       | Ист-Ратерфорд        | Соединённые Штаты    | Giants Stadium                       |                 |
| 3 августа 1987       | Ист-Ратерфорд        | Соединённые Штаты    | Giants Stadium                       |                 |
| 7 августа 1987       | Сан-Хосе             | Соединённые Штаты    | Spartan Stadium                      | 29,000          |
| 8 августа 1987       | Анахайм              | Соединённые Штаты    | Anaheim Stadium                      | 50,000          |
| 9 августа 1987       | Анахайм              | Соединённые Штаты    | Anaheim Stadium                      |                 |
| 12 августа 1987      | Денвер               | Соединённые Штаты    | Mile High Stadium                    |                 |
| 14 августа 1987      | Портленд             | Соединённые Штаты    | Civic Stadium                        |                 |
| 15 августа 1987      | Ванкувер             | Канада               | BC Place Stadium                     | 35,000          |
| 17 августа 1987      | Эдмонтон             | Канада               | Commonwealth Stadium                 |                 |
| 19 августа 1987      | Виннипег             | Канада               | Winnipeg Stadium                     | 25,000          |
| 21 августа 1987      | Роузмонт             | Соединённые Штаты    | Rosemont Horizon                     |                 |
| 22 августа 1987      | Роузмонт             | Соединённые Штаты    | Rosemont Horizon                     |                 |
| 24 августа 1987      | Торонто              | Канада               | Canadian National Exhibition Stadium |                 |
| 25 августа 1987      | Торонто              | Канада               | Canadian National Exhibition Stadium |                 |
| 28 августа 1987      | Оттава               | Канада               | Lansdowne Park                       | 29,000          |
| 30 августа 1987      | Монреаль             | Канада               | Olympic Stadium                      | 45,000          |
| 1 сентября 1987      | Нью-Йорк             | Соединённые Штаты    | Madison Square Garden                |                 |
| 2 сентября 1987      | Нью-Йорк             | Соединённые Штаты    | Madison Square Garden                |                 |
| 3 сентября 1987      | Фоксборо             | Соединённые Штаты    | Sullivan Stadium                     | 61,000          |
| 6 сентября 1987      | Чапел-Хилл           | Соединённые Штаты    | Dean Smith Center                    |                 |
| 7 сентября 1987      | Чапел-Хилл           | Соединённые Штаты    | Dean Smith Center                    |                 |
| 10 сентября 1987     | Милуоки              | Соединённые Штаты    | Marcus Amphitheater                  |                 |
| 11 сентября 1987     | Милуоки              | Соединённые Штаты    | Marcus Amphitheater                  |                 |
| 12 сентября 1987     | Понтиак              | Соединённые Штаты    | Pontiac Silverdome                   |                 |
| 14 сентября 1987     | Лексингтон           | Соединённые Штаты    | Rupp Arena                           |                 |
| 18 сентября 1987     | Майами               | Соединённые Штаты    | Miami Orange Bowl                    |                 |
| 19 сентября 1987     | Тампа                | Соединённые Штаты    | Tampa Stadium                        |                 |
| 21 сентября 1987     | Атланта              | Соединённые Штаты    | Omni Coliseum                        |                 |
| 22 сентября 1987     | Атланта              | Соединённые Штаты    | Omni Coliseum                        |                 |
| 25 сентября 1987     | Хартфорд             | Соединённые Штаты    | Hartford Civic Center                |                 |
| 28 сентября 1987     | Ландовер             | Соединённые Штаты    | Capital Centre                       |                 |
| 29 сентября 1987     | Ландовер             | Соединённые Штаты    | Capital Centre                       |                 |
| 1 октября 1987       | Сент-Пол             | Соединённые Штаты    | St. Paul Civic Center                |                 |
| 2 октября 1987       | Сент-Пол             | Соединённые Штаты    | St. Paul Civic Center                |                 |
| 4 октября 1987       | Канзас-Сити          | Соединённые Штаты    | Kemper Arena                         |                 |
| 6 октября 1987       | Новый Орлеан         | Соединённые Штаты    | Louisiana Superdome                  |                 |
| 7 октября 1987       | Хьюстон              | Соединённые Штаты    | The Summit                           |                 |
| 8 октября 1987       | Хьюстон              | Соединённые Штаты    | The Summit                           |                 |
| 10 октября 1987      | Даллас               | Соединённые Штаты    | Reunion Arena                        |                 |
| 11 октября 1987      | Даллас               | Соединённые Штаты    | Reunion Arena                        |                 |
| 13 октября 1987      | Лос-Анджелес         | Соединённые Штаты    | Los Angeles Memorial Sports Arena    |                 |
| 14 октября 1987      | Лос-Анджелес         | Соединённые Штаты    | Los Angeles Memorial Sports Arena    |                 |
| Океания              |                      |                      |                                      |                 |
| 29 октября 1987      | Брисбен              | Австралия            | Boondall Entertainment Centre        |                 |
| 30 октября 1987      | Брисбен              | Австралия            | Boondall Entertainment Centre        |                 |
| 3 ноября 1987        | Сидней               | Австралия            | Sydney Entertainment Centre          |                 |
| 4 ноября 1987        | Сидней               | Австралия            | Sydney Entertainment Centre          |                 |
| 6 ноября 1987        | Сидней               | Австралия            | Sydney Entertainment Centre          |                 |
| 7 ноября 1987        | Сидней               | Австралия            | Sydney Entertainment Centre          |                 |
| 9 ноября 1987        | Сидней               | Австралия            | Sydney Entertainment Centre          |                 |
| 10 ноября 1987       | Сидней               | Австралия            | Sydney Entertainment Centre          |                 |
| 13 ноября 1987       | Сидней               | Австралия            | Sydney Entertainment Centre          |                 |
| 14 ноября 1987       | Сидней               | Австралия            | Sydney Entertainment Centre          |                 |
| 18 ноября 1987       | Мельбурн             | Австралия            | Kooyong Stadium                      |                 |
| 20 ноября 1987       | Мельбурн             | Австралия            | Kooyong Stadium                      |                 |
| 21 ноября 1987       | Мельбурн             | Австралия            | Kooyong Stadium                      |                 |
| 23 ноября 1987       | Мельбурн             | Австралия            | Kooyong Stadium                      |                 |
| 28 ноября 1987       | Окленд               | Новая Зеландия       | Western Springs Stadium              |                 |

## Звучащие в турне песни
| Из альбома The Man Who Sold the World - «All the Madmen» Из альбома Aladdin Sane - «The Jean Genie» - «Time» Из альбома Ziggy Stardust: The Motion Picture - «White Light/White Heat» (оригинальная версия выпущена в альбоме White Light/White Heat (1968) группы The Velvet Underground; автор Лу Рид) Из альбома Diamond Dogs - «Big Brother» - «Chant of the Ever Circling Skeletal Family» - «Rebel Rebel» Из альбома Young Americans - «Fame» (Дэвид Боуи, Джон Леннон, Карлос Аломар) - «Young Americans» Из альбома «Heroes» - «„Heroes“» (Боуи, Брайан Ино) - «Sons of the Silent Age» Из альбома Scary Monsters (and Super Creeps) - «Fashion» - «Scary Monsters (And Super Creeps)» - «Up the Hill Backwards» Из альбома Let’s Dance - «China Girl» (оригинальная версия выпущена в альбоме The Idiot (1977) Игги Попа; авторы: Игги Поп и Дэвид Боуи) - «Let’s Dance» - «Modern Love» | Из альбома Tonight - «Blue Jean» - «Dancing With the Big Boys» (Боуи, Поп, Аломар) - «Loving the Alien» Из альбома Never Let Me Down - «’87 and Cry» - «Bang Bang» (Поп, Иван Крал) - «Beat of Your Drum» - «Day-In Day-Out» - «Glass Spider» - «Never Let Me Down» (Боуи, Аломар) - «New York’s in Love» - «Time Will Crawl» - «Zeroes» Прочие песни: - «Absolute Beginners» (оригинальная версия выпущена как часть саундтрека фильма Absolute Beginners (1986); автор и композитор: Дэвид Боуи) - «I Wanna Be Your Dog» (оригинальная версия выпущена в альбоме The Stooges (1969) группы The Stooges, авторы: Игги Поп, Дэвид Александер, Рон Эштон и Скотт Эштон) - «Lavender’s Blue» (народная песня) - «London Bridge Is Falling Down» (народная песня) - «War» (оригинальная версия выпущена в альбоме War & Peace (1970) Эдвин Старр; авторы: Норман Уитфилд и Барретт Стронг) - «Who Will Buy?» (из мюзикла «Оливер!») Отрепетированные, но не исполнявшиеся на концертах песни: - «Because You’re Young» (из альбома Scary Monsters (and Super Creeps)) - «Scream Like a Baby» (из альбома Scary Monsters (and Super Creeps)) - «Shining Star (Makin' My Love)» (из альбома Never Let Me Down) |